# El Altet
El Altet także El Alted – miejscowość wypoczynkowa w Hiszpanii w prowincji Alicante nad Morzem Śródziemnym. Siedziba portu lotniczego Alicante-Elche położona 9 km od centrum Alicante oraz 12 km od Elche. Miasto znajduje się pod wpływem klimatu śródziemnomorskiego,  w wysokimi temperaturami średnimi podczas całego roku. Znajduje się tu jedna z największych plaż regionu - Playa del Alted.